# Skutki noszenia kapelusza w maju
Skutki noszenia kapelusza w maju – polska komedia obyczajowa z 1993 roku.

## Fabuła
Emeryt Mateusz Korczyński (Wiesław Michnikowski) pewnego dnia spotyka na cmentarzu Annę (Katarzyna Chrzanowska), córkę zmarłego przed laty Andrzeja Zarzyckiego, swojego dawnego przyjaciela. Anna mieszka wraz z córkami w domu akademickim w skromnych warunkach. Została w kraju, zamierzając skończyć studia. Teraz chce wyjechać do Anglii na kurs menedżerów. Mateusz postanawia zaopiekować się jej córkami.

## Obsada aktorska
- Wiesław Michnikowski  – Mateusz Korczyński
- Katarzyna Chrzanowska – Anna Zarzycka-Michalska
- Marek Kondrat – Piotr Michalski
- Aleksandra Rosińska – Zuzia
- Alicja Górzyńska(inne języki) – Julia
- Barbara Krafftówna – Matka Mateusza
- Sławomira Łozińska – Maryla Zarzycka
- Piotr Skarga – Andrzej Zarzycki
- Piotr Grabowski  – Zygmunt, informatyk
- Kazimierz Mazur – dozorca
- Tadeusz Hanusek – urzędnik pocztowy
- Ryszard Radwański – Amerykanin
- Małgorzata Leśniewska – sąsiadka Zarzyckich
- Magdalena Wójcik – Basia, przyjaciółka Ani
- Marta Kowalska – Kasia, córka sąsiadki Mateusza
- Bożena Robakowska – kasjerka w supermarkecie
- Jolanta Czaplińska – pani Stasia, portierka w akademiku